# Европска лига у одбојци за мушкарце 2011.
Европска лига у одбојци 2011. је осмо издање овог одбојкашког такмичења, које се организује под покровитељством ЦЕВ-а. Учествовало је дванаест земаља. Први круг се играо од 25. маја до 10. јула, а завршни турнир је одигран у Кошицама у Словачкој 16. и 17. јула.
На завршни турнир су се пласирали победници група и домаћин Словачка.

## Земље учеснице
| - Аустрија - Белгија - Белорусија - Велика Британија | - Грчка - Холандија - Хрватска - Румунија | - Словачка - Словенија - Шпанија - Турска |

## Први круг

### Група А

#### Табела
| Бр | Репрезентација   | Утакмице | Утакмице | Утакмице | Сетови | Сетови   | Сетови       | Поени      | Поени      | Поени         | Бодови |
| Бр | Репрезентација   | играли   | добили   | изгубили | добили | изгубили | Сет Количник | пос. поени | изг. поени | Поен количник | Бодови |
| -- | ---------------- | -------- | -------- | -------- | ------ | -------- | ------------ | ---------- | ---------- | ------------- | ------ |
| 1  | Словенија        | 12       | 9        | 3        | 28     | 16       | 1,750        | 1025       | 955        | 1,073         | 26     |
| 2  | Белгија          | 12       | 7        | 5        | 26     | 24       | 1,083        | 1106       | 1076       | 1,028         | 18     |
| 3  | Хрватска         | 12       | 4        | 8        | 22     | 27       | 0,815        | 1036       | 1065       | 0,973         | 16     |
| 4  | Велика Британија | 12       | 4        | 8        | 19     | 28       | 0,679        | 995        | 1066       | 0,933         | 12     |

### Група Б

#### Табела
| Бр | Репрезентација | Утакмице | Утакмице | Утакмице | Сетови | Сетови   | Сетови       | Поени      | Поени      | Поени         | Бодови |
| Бр | Репрезентација | играли   | добили   | изгубили | добили | изгубили | Сет Количник | пос. поени | изг. поени | Поен количник | Бодови |
| -- | -------------- | -------- | -------- | -------- | ------ | -------- | ------------ | ---------- | ---------- | ------------- | ------ |
| 1  | Шпанија        | 12       | 10       | 2        | 32     | 12       | 2,667        | 1054       | 951        | 1,108         | 30     |
| 2  | Холандија      | 12       | 9        | 3        | 28     | 16       | 1,750        | 1025       | 956        | 1,072         | 24     |
| 3  | Грчка          | 12       | 3        | 9        | 14     | 23       | 0,483        | 905        | 994        | 0,910         | 11     |
| 4  | Аустрија       | 12       | 2        | 10       | 14     | 31       | 0,452        | 980        | 1063       | 0,922         | 7      |

### Група Ц

#### Табела
| Бр | Репрезентација | Утакмице | Утакмице | Утакмице | Сетови | Сетови   | Сетови       | Поени      | Поени      | Поени         | Бодови |
| Бр | Репрезентација | играли   | добили   | изгубили | добили | изгубили | Сет Количник | пос. поени | изг. поени | Поен количник | Бодови |
| -- | -------------- | -------- | -------- | -------- | ------ | -------- | ------------ | ---------- | ---------- | ------------- | ------ |
| 1  | Румунија       | 12       | 8        | 4        | 27     | 16       | 1,688        | 1009       | 964        | 1,047         | 24     |
| 2  | Словачка       | 12       | 8        | 4        | 28     | 19       | 1,474        | 1060       | 1009       | 1,051         | 23     |
| 3  | Белорусија     | 12       | 5        | 7        | 22     | 24       | 0,917        | 1061       | 1049       | 1,011         | 17     |
| 4  | Турска         | 12       | 3        | 9        | 13     | 31       | 0,419        | 919        | 1027       | 0,895         | 8      |

## Завршни турнир
- Завршни турнир је одржан 16. и 17. јула у Кошицама у Словачкој.

### Финале
| Пласман | Екипа            |
| ------- | ---------------- |
|         | Словачка         |
|         | Шпанија          |
|         | Словенија        |
| 4       | Румунија         |
| 5       | Холандија        |
| 6       | Белгија          |
| 7       | Белорусија       |
| 8       | Хрватска         |
| 9       | Велика Британија |
| 10      | Грчка            |
| 11      | Турска           |
| 12      | Аустрија         |

| Награда                  | Име            |
| ------------------------ | -------------- |
| Најкориснији играч (МВП) | Томаш Кмет     |
| Најбољи поентер          | Серхио Нода    |
| Најбољи смечер           | Серхио Нода    |
| Најбољи блокер           | Томаш Кмет     |
| Најбољи примач           | Франсеск Љенас |
| Најбољи сервер           | Ален Пајенк    |
| Најбољи техничар         | Михал Масни    |
| Најбољи либеро           | Роман Ондрушек |

| 2° место Шпанија | Победник 8. Европске лиге у одбојци за мушкарце Словачка 2° титула | 3° место Словенија |

## Састав победничких екипа
| Злато  | Словачка  | Милан Бенц, Михал Масни, Емануел Кохут, Роберт Хупка, Мартин Сопко, Роман Ондрушек, Тибор Фило, Штефан Хртијански, Томаш Кмет, Јурај Затко, Лукаш Дивиш, Петер Михалович                                                                                 | Селектор: |
| Сребро | Шпанија   | Гиљермо Ернан, Серхио Нода, Густаво Делгадо Ескрибано, Хосе Франсиско Фернандез, Данијел Рокамора, Хорхе Фернандез, Франсеск Љенас, Ибан Перез, Хулијан Гарсија-Торес, Рафаел Марлон Паљарини, Хосе Мигел Сугранес Мартинез, Мануел Виктор Висијана Мера | Селектор: |
| Бронза | Словенија | Давор Чеброн, Ален Пајенк, Јан Планинц, Ален Шкет, Митја Гашпарини, Матевж Камник, Миха Плот, Дејан Винчич, Вид Јакопин, Тине Урнаут, Грегор Ропрет, Клемен Чебуљ                                                                                        | Селектор: |